# Hereplein
Het Hereplein is een plein in de stad Groningen. Het ligt aan het einde van de Herestraat, tussen de  Ubbo Emmiussingel en de Heresingel. Het plein werd aangelegd na de slechting van de vesting Groningen, op ongeveer het middelpunt van de citadel Arx Nova (gebouwd in de 16e eeuw en die slechts enkele jaren bestond). Samen met het Emmaplein maakt het deel uit van de singelgordel aan de zuidkant van de binnenstad. Aan de zuidkant van het plein ligt de Herebrug over het Verbindingskanaal. 
Bij de aanleg van het plein werd het bebouwd met grote villa's en herenhuizen. De panden aan de noordoosthoek van het plein gingen bij de bevrijding verloren. Daarvoor in de plaats kwam de bioscoop Camera/Studio en het Hotel Helvetia. Beide hebben hun functie inmiddels verloren.

## Beelden op het plein

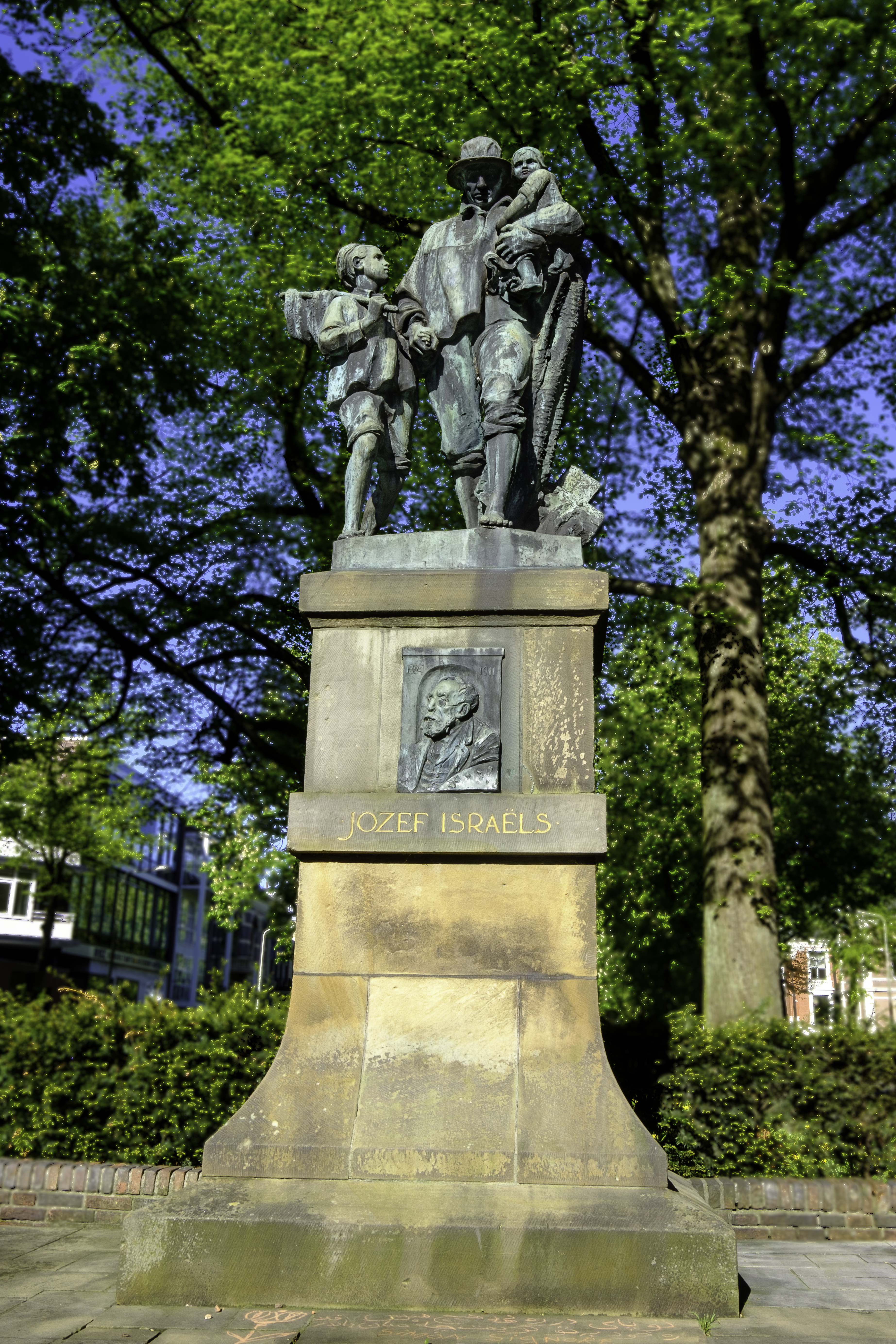
Langs moeders graf, monument voor Jozef Israëls door Abraham Hesselink
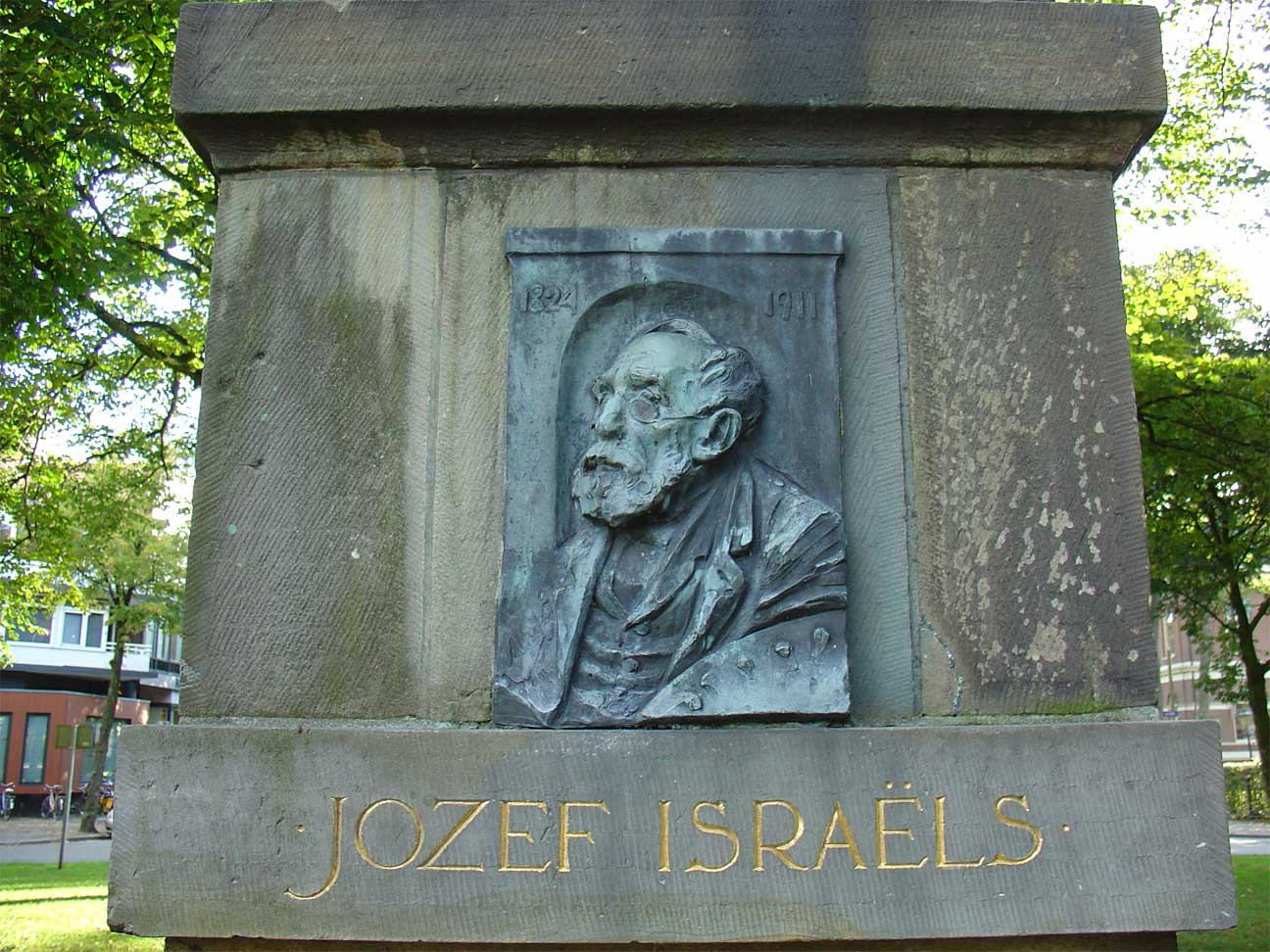
detail
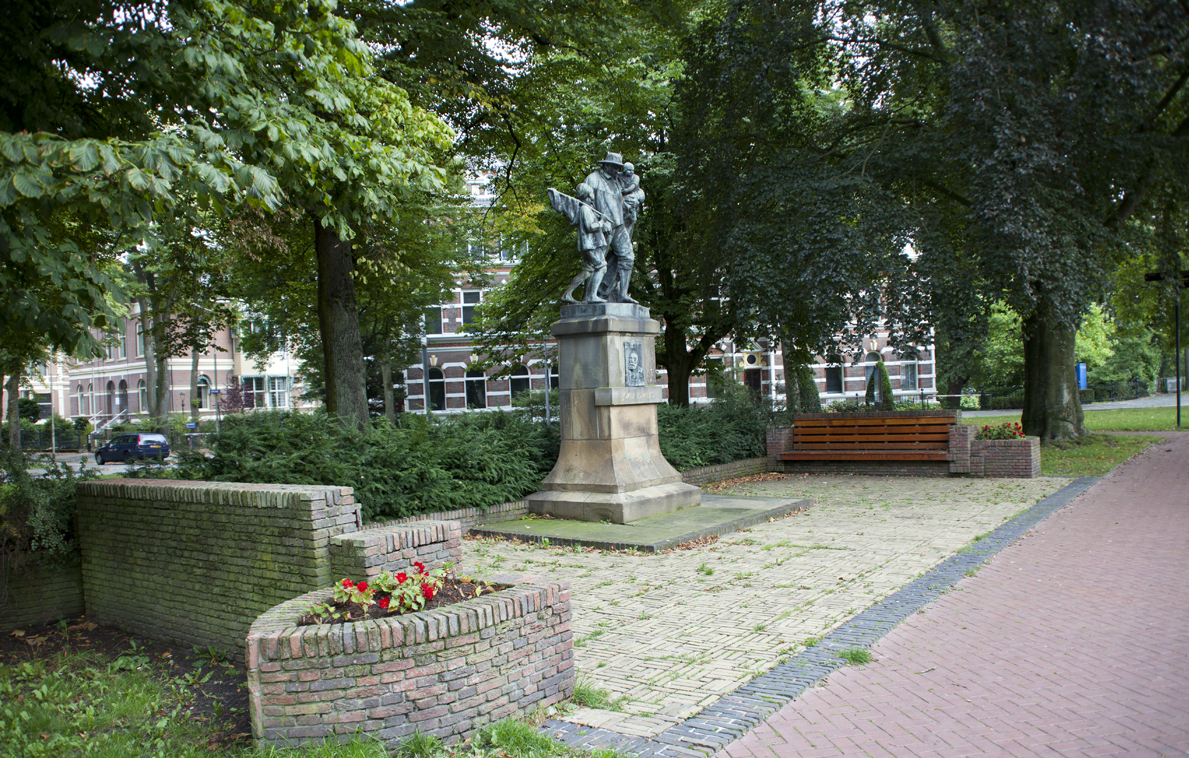
banken rond het monument
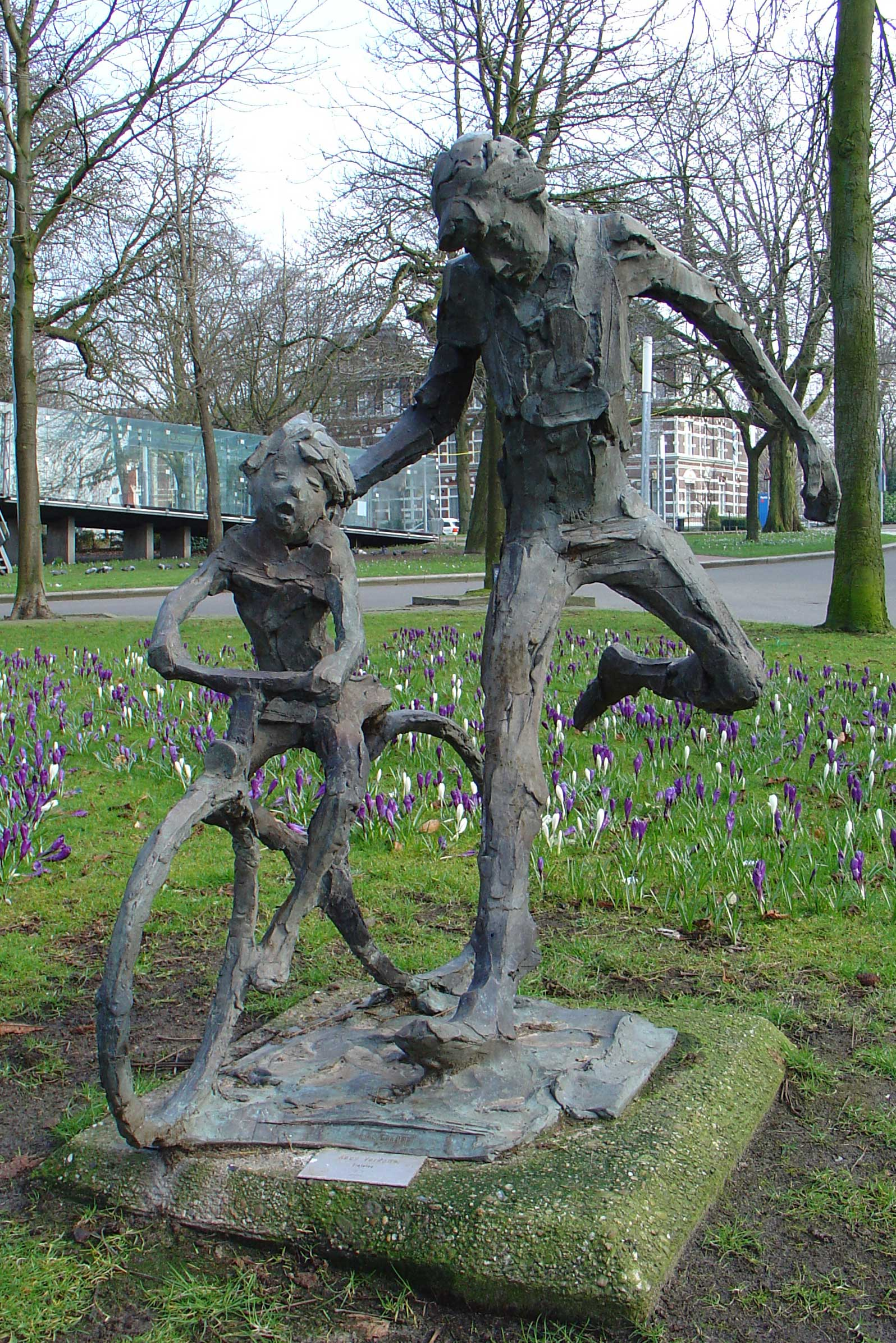
Fietsles van Kees Verkade
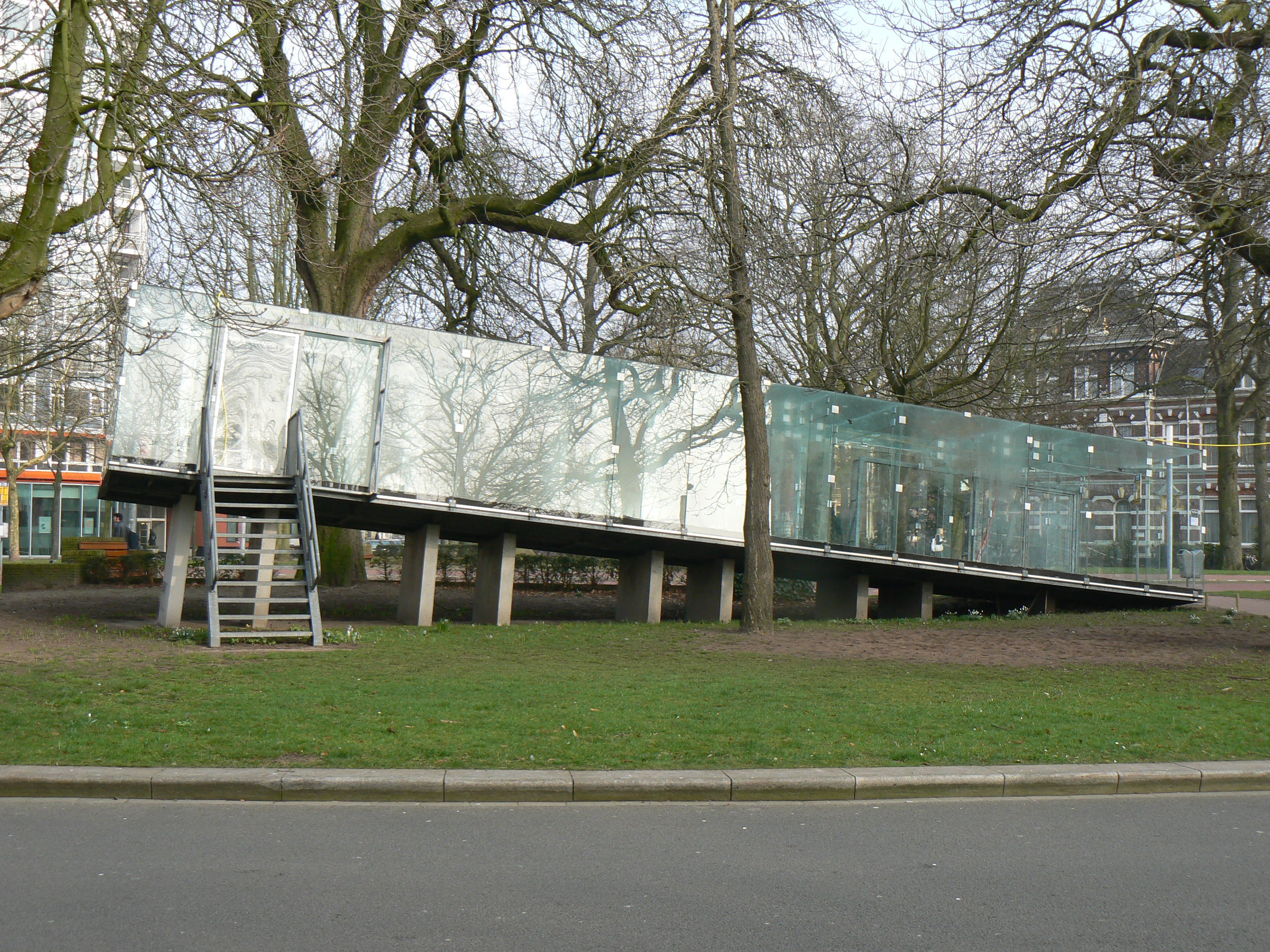
Tschumipaviljoen
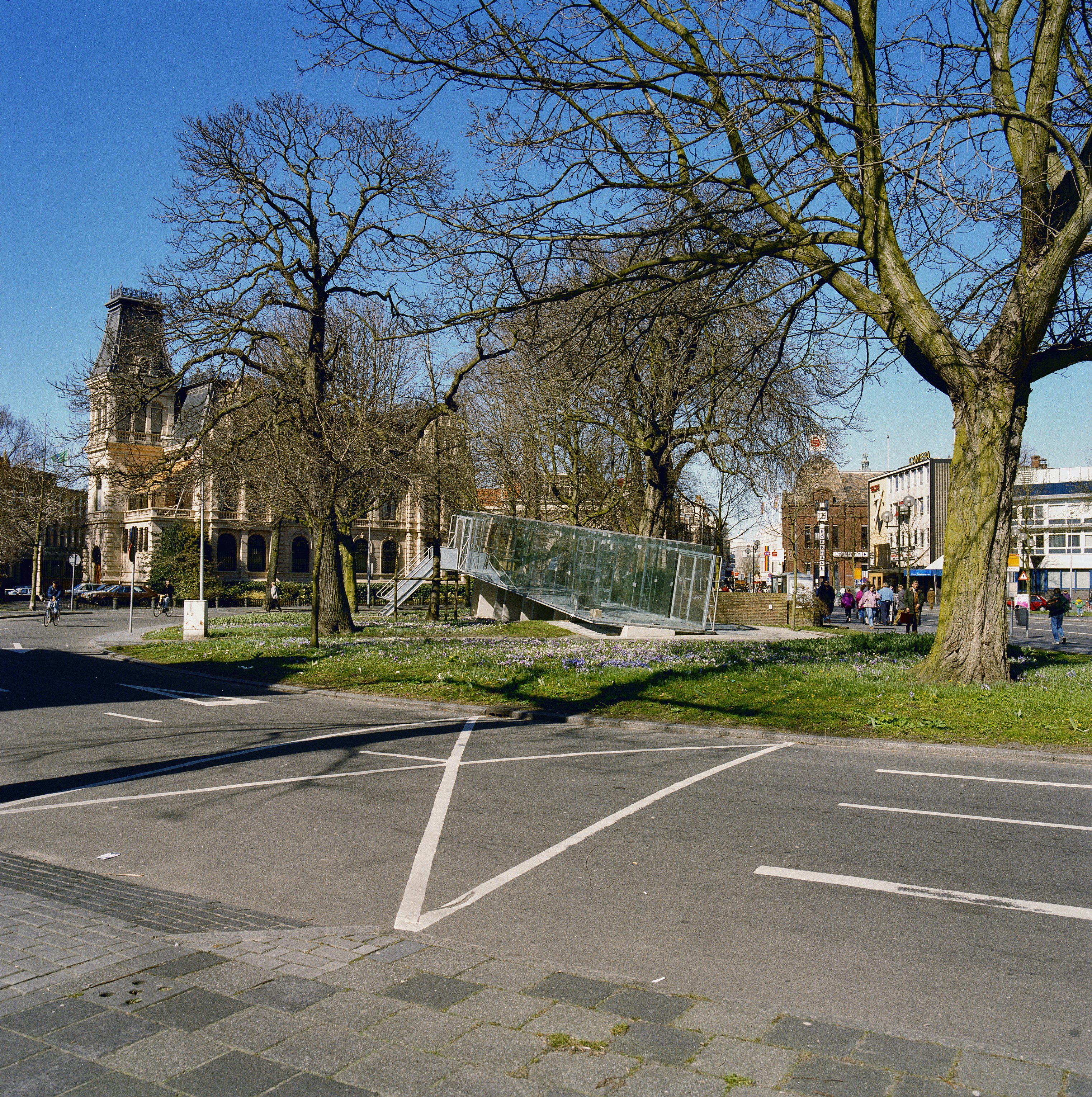
Overzicht

## Monumenten
Aan het Hereplein staan drie villa's die zijn aangewezen als rijksmonument en drie panden die bescherming genieten als gemeentelijk monument. Daarnaast zijn de banken die aan beide kanten van het plein zijn geplaatst aangewezen als gemeentelijk monument 
| Object                          | Bouwjaar | Omschrijving | Monument  | Afbeelding |
| ------------------------------- | -------- | --- | --------- | ---------- |
| Hereplein 1 hoek Coehoornsingel |          | Woonhuis in eclectische bouwstijl, ontworpen door W. van der Heide.                                                               | GM 102256 |            |
| Hereplein 2 en 3                | 1881     | Dubbele villa, ontworpen door W. van der Heide                                                                                    | GM 103596 |            |
| Hereplein 4 en 5                | 1881     | Villa gebouwd in opdracht van de toenmalige burgemeester jhr. J.Æ.A. van Panhuys ontworpen door de Duitse architect G. Schnitger. | RM 485667 |            |
| Hereplein 6 en 7                | 1882     | Dubbele villa in eclectische bouwstijl.                                                                                           | RM 486732 |            |
| Hereplein 10                    | 1888     | Herenhuis met ijzeren hek, drie afzonderlijke woonhuizen, ontworpen door P.M.A. Huurman.                                          | RM 486741 |            |
| Hereplein 73                    | 1959-60  | Bioscoop Camera/Studio, in opdracht van A.F. Wolff ontworpen door N. de Jong en M. Gerbenzon                                      | GM 104398 |            |

Achter de Muur · 
Akerkhof · 
Akerkstraat · 
Broerstraat · 
Brugstraat ·
Bruine Ruiterstraat ·
Burchtstraat · 
Butjesstraat ·
Carolieweg ·
Coehoornsingel · 
Donkersgang · 
Driften · 
Emmaplein · 
Folkingestraat · 
Folkingedwarsstraat ·
Ganzevoortsingel · 
Gasthuisstraatje ·
Gedempte Kattendiep ·
Gedempte Zuiderdiep ·
Gelkingestraat ·
Grote Kromme Elleboog ·
Grote Markt ·
Guldenstraat ·
Guyotplein ·
Haddingestraat ·
Haddingedwarsstraat ·
Hardewikerstraat ·
Hereplein · 
Herebinnensingel ·
Heresingel ·
Herestraat ·
Hoekstraat ·
Hofstraat ·
Hoge der A ·
Hoogstraatje ·
Jacobijnerstraat ·
Kleine der A ·
Kattenhage ·
Kleine Kromme Elleboog ·
't Klooster ·
Kostersgang ·
Koude Gat ·
Kreupelstraat ·
Kwinkenplein ·
De Laan ·
Lage der A ·
Lopende Diep ·
Lutkenieuwstraat ·
Marktstraat ·
Martinikerkhof ·
Munnekeholm ·
Muurstraat ·
Naberstraat ·
Nieuwe Boteringestraat ·
Nieuwe Ebbingestraat ·
Nieuwe Kerkhof ·
Nieuwe Kijk in 't Jatstraat ·
Nieuwe Markt ·
Nieuwstad ·
Noorderhaven ·
Oosterstraat ·
Ossenmarkt ·
Oude Boteringestraat ·
Oude Ebbingestraat ·
Oude Kijk in 't Jatstraat ·
Papengang ·
Pausgang · 
Pelsterstraat ·
Peperstraat ·
Poelestraat ·
Praediniussingel ·
Rademarkt ·
Radesingel ·
Reitemakersrijge ·
Rode Weeshuisstraat ·
Schoolstraat · 
Schoolholm · 
Schuitemakersstraat ·
Schuitendiep · 
Sieboldsgang · 
Singelstraat · 
Sint Jansstraat ·
Sint Walburgstraat ·
Spilsluizen ·
Stationsstraat ·
Steentilstraat ·
Stoeldraaierstraat · 
Torenstraat · 
Turfstraat ·
Turfsingel ·
Turftorenstraat ·
Ubbo Emmiussingel ·
Vismarkt ·
Visserstraat ·
Waagstraat ·
Zoutstraat ·
Zwanestraat